# Daphne Scoccia
Pour les articles homonymes, voir Scoccia.
Daphne Scoccia, née le 31 mars 1995 à San Benedetto del Tronto, est une actrice italienne.

## Biographie
Originaire de San Benedetto del Tronto dans la région des Marches, elle quitte sa région à l'âge de dix-neuf ans pour la ville de Rome ou elle exerce divers métiers comme ouvrière d'usine, barman et serveuse.
Elle est repérée dans un restaurant du quartier de Monterverde par le réalisateur Claudio Giovannesi et la directrice de casting Chiara Polizzi alors qu'elle y travaillait comme serveuse. Elle obtient alors le premier rôle du drame Fiore de Giovannesi qui narre une histoire d'amour dans une prison pour mineurs entre elle et Josciua Algeri.
Présenté à la Quinzaine des réalisateurs du festival de Cannes en 2016, le film obtient un certain succès critique et plusieurs prix en Italie. Scoccia est ainsi récompensée par un Ciak d'oro de la révélation de l'année et par le prix Guglielmo Biraghi en 2017.
En 2017, elle est à l'affiche de la comédie Niente di serio de Laszlo Barbo aux côtés de Claudia Cardinale, Ricky Tognazzi, Ilenia Pastorelli et Edoardo Pesce. Elle participe également au clip de la chanson A forma di fulmine du groupe italien Le luci della centrale elettrica (it).

## Filmographie

### Au cinéma
- 2016 : Fiore, de Claudio Giovannesi
- 2017 : Niente di serio, de Laszlo Barbo
- 2020 : Palazzo di giustizia, de Chiara Bellosi
- 2022 : La dérive des continents (au Sud), de Lionel Baier

## Prix et distinctions notables
- Pour Fiore :
  - Ciak d'oro de la révélation de l'année en 2017,
  - Prix Guglielmo Biraghi en 2017,
  - Nomination au David di Donatello de la meilleure actrice en 2017.